# Альмейда, Стивен
Симон Стивен Альмейда Тринидад (исп. Simón Steven Almeida Trinidad; род. 26 января 1995, Альварадо, Веракрус) — мексиканский футболист, полузащитник клуба «Барнечеа».

## Клубная карьера
Альмеда — воспитанник клуба «Пачука». 25 сентября 2011 года в матче против «Сан-Луиса» он дебютировал в мексиканской Примере. В 2014 году Стивен помог команде занять второе место в чемпионате. 23 октября в поединке Лиги чемпионов КОНКАКАФ против гондурасского «Реал Эспанья» Альмеда забил свой первый гол за «Пачуку». В 2015 году для получения игровой практики Альмейда на правах аренды перешёл в «Леон», но так и не дебютировал за клуб. После окончания аренды Стивен вернулся в «Пачуку». 15 февраля 2016 года в матче против «Пуэблы» он забил свой первый гол в чемпионате. По итогам сезона Стивен стал чемпионом Мексики.
Летом 2016 года Альмеда на правах аренды перешёл в чилийский «Эвертон». 30 августа в матче против «Палестино» он дебютировал в чилийской Примере. 23 ноября в поединке против «Кобресаль» Стивен забил свой первый гол за «Эвертон».

## Достижения
«Пачука»
- Чемпионат Мексики по футболу — Клаусура 2016